# Domenico Soldini
Domenico Soldini (anni 1570 – post 1653) è stato un pittore italiano, documentato tra il 1592 e il 1620 in Toscana.

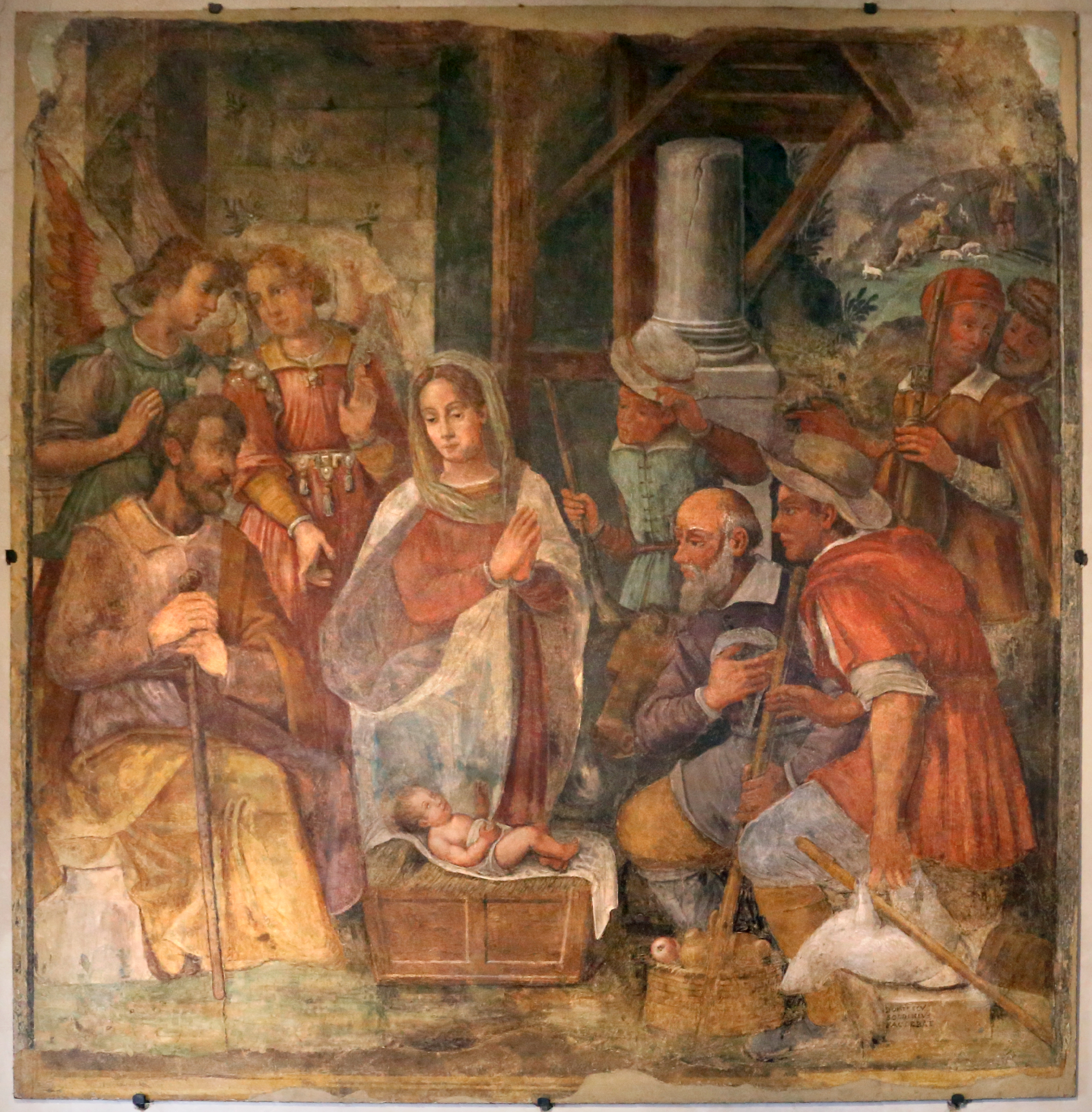
Adorazione dei Magi, convento di Santa Croce, Firenze

Di lui si conosce una tavola firmata e datata 1592 (anno della sua inscrizione all'Accademia del Disegno) nel vescovado di Pescia, che mostra uno stile rustico e attardato a modelli del primo Cinquecento, con qualche aggiornamento naturalistico ispirato da opere di maestri di spicco come Jacopo Ligozzi, soprattutto nella coloritura. Personalità ancora poco studiata, a lui vengono ricondotte alcune opere firmate e non nella zona di Pescia, del Valdarno (pieve di Cascia) e a Firenze (come un'Adorazione dei pastori firmata nel convento di Santa Croce) e nel Mugello. 
Nel 1653 si ha l'ultima notizia negli archivi dell'Accademia.